# Helichrysum devium
Helichrysum devium é uma espécie de planta com flor pertencente à família Asteraceae. 
A autoridade científica da espécie é J.Y.Johnson, tendo sido publicada em Gard. Chron. (1888) ii. 62.

## Portugal
Trata-se de uma espécie presente no território português, nomeadamente no Arquipélago da Madeira.
Em termos de naturalidade é endémica da região atrás referida.

## Protecção
Não se encontra protegida por legislação portuguesa ou da Comunidade Europeia.